# Stanisław Zieliński (duchowny)

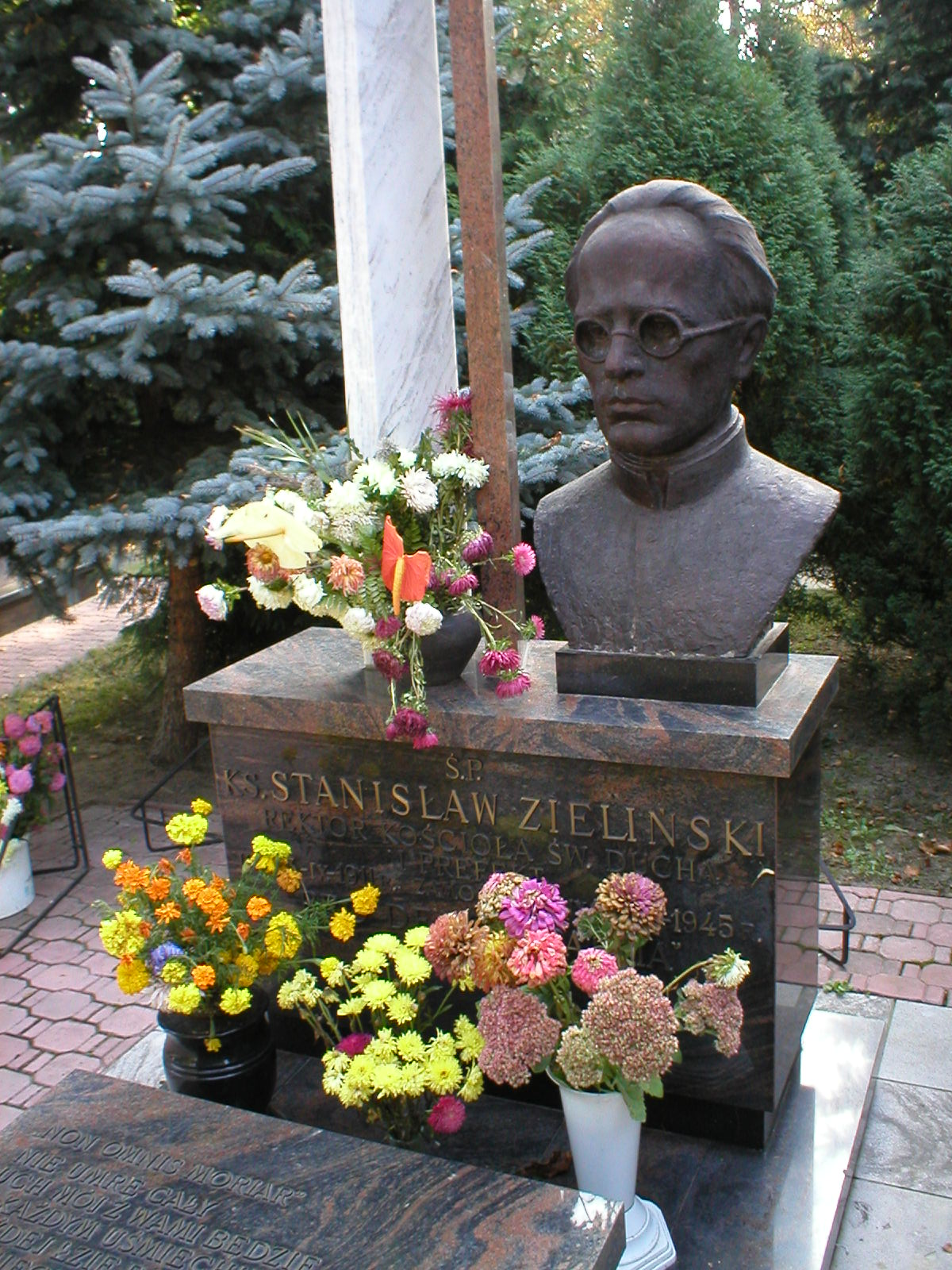
Nagrobek ks. Stanisława Zielińskiego przy kościele św. Ducha w Kraśniku

Stanisław Zieliński (ur. 23 września 1911 w Pełczynie, zm. 10 marca 1945 w Kraśniku) – polski duchowny katolicki, społecznik, samorządowiec, kapelan Narodowych Sił Zbrojnych. 

## Biografia[2]
Stanisław Zieliński urodził się w miejscowości Pełczyn w parafii Biskupice w diecezji lubelskiej jako najstarszy syn Antoniego i Marianny (z domu Czerniak). Rodzice wychowali dzieci (siedmioro) w duchu miłości Boga, Ojczyzny i bliźniego. W 1927 r. ukończył Szkołę Publiczną im. Hugo Kołłątaja w Lublinie i wstąpił do Wyższego Gimnazjum Biskupiego Męskiego w Lublinie (tzw. "Biskupiak"). Po jego ukończeniu wstąpił do Seminarium Duchownego również w Lublinie.
Święcenia kapłańskie (20 czerwca 1937 r.) przyjął z rąk biskupa lubelskiego Mariana Fulmana. Swą pierwszą Mszę św. prymicyjną odprawił 29 czerwca 1937 r. w Tarnogórze, gdzie następnie został wikariuszem. Tu dał się poznać jako opiekun dzieci i młodzieży. Po wybuchu II wojny światowej organizował działalność konspiracyjną. W Tarnogórze pracował do 23 listopada 1940 r. i aby uniknąć aresztowania został przeniesiony do Krzczonowa, a następnie do Kraśnika (2 lutego 1941 r.).
Tu został mianowany prefektem kraśnickich szkół, a następnie rektorem kościoła św. Ducha (rozpoczął jego remont). Niósł pomoc najuboższym tworząc m.in. jadłodajnie dla ubogich, kupował lekarstwa, zbierał odzież. Nadal opiekował się młodzieżą, aktywnie angażując się w tajne nauczanie i udzielając darmowych korepetycji. Także tutaj zaangażowany był w działalność konspiracyjną, był kapelanem dobrze zorganizowanych w okolicach Kraśnika struktur Narodowych Sił Zbrojnych. Wiadomo też, że uczestniczył w partyzanckich pogrzebach.
Po wejściu sowietów nadal prowadził swoją pracę wśród biednych. Został członkiem Miejskiej Rady Narodowej w Kraśniku, a z zachowanych dokumentów wynika również, że kilkakrotnie uczestniczył w posiedzeniach Powiatowej Rady Narodowej, gdzie zabierał głos, apelując o pomoc dla biednych.
Jego interwencja w sprawie zmiany nazwy ul. Józefa Piłsudskiego na ul. Partyzantów mogła być, zdaniem niektórych, bezpośrednią przyczyną jego zabójstwa.
Według świadków zginął we własnym mieszkaniu, w sobotę, 10 marca 1945 r., o godzinie 21.15 od strzału w głowę. Dwaj mężczyźni, którzy wtargnęli do mieszkania kapłana postrzelili również jego gospodynię. Jednego z domniemanych sprawców złapano i osądzono (za postrzelenie gospodyni, nie za zabicie księdza). Według niektórych za śmierć ks. Stanisława Zielińskiego odpowiadają funkcjonariusze Urzędu Bezpieczeństwa (UB).

## Bractwo Księdza Stanisława Zielińskiego[3]
Przez wiele lat o postaci ks. Stanisława Zielińskiego nie można było głośno mówić. Na wiele sposobów próbowano też szkalować pamięć o nim.
W 2000 r. z inicjatywy mieszkańców i ks. rektora Andrzeja Majchrzaka zostało powołane Bractwo Księdza Stanisława Zielińskiego. Statut Bractwa został zatwierdzony przez metropolitę lubelskiego ks. abp. Józefa Życińskiego, który nadał stowarzyszeniu osobowość prawno-kościelną. Obecnie Bractwo liczy ok. 100 członków.
Celem Bractwa jest:
- gromadzenie świadectw dziedzictwa duchowego ks. S. Zielińskiego, w tym szczególnie świadectw otrzymanych łask za jego przyczyną,
- gromadzenie i zabezpieczanie pamiątek materialnych związanych z osobą ks. S. Zielińskiego,
- poszukiwanie świadectw dokumentujących przyczyny i prawdziwy przebieg niewyjaśnionego morderstwa ks. S. Zielińskiego,
- organizowanie spotkań modlitewnych,
- prowadzenie działalności wychowawczej, wydawniczej, charytatywnej i pielgrzymkowej.

Najbardziej widoczną stroną działalności Bractwa jest działalność charytatywna. Idąc śladami swojego patrona, członkowie stowarzyszenia niosą pomoc najuboższym. Do stałych elementów tej pomocy zaliczyć można punkt wymiany odzieży, pomoc dla hospicjum, prowadzenie stołówki dla ubogich czy przygotowywanie paczek z żywnością. Bractwo niesie wsparcie także w innych formach, chociażby fundując stypendia dla młodzieży.
10. dnia każdego miesiąca podczas czuwania modlitewnego w kościele św. Ducha w Kraśniku, obok modlitw w intencjach Kościoła i Ojczyzny, zanoszone są prośby o rozpoczęcie procesu beatyfikacyjnego ks. Stanisława Zielińskiego.
W 2006 r. ks. Stanisław Zieliński został ogłoszony przez Kurię Metropolitalną w Lublinie świadkiem wiary. W związku z tym została ułożona modlitwa do prywatnego odmawiania, zatwierdzona przez kurię:

"Dobry Ojcze, który jesteś źródłem wszelkiej świętości, do Ciebie zanosimy prośbę, abyś obdarzył chwałą ołtarzy ks. Stanisława Zielińskiego. Niech przykład jego kapłańskiej posługi pełnej miłości do dzieci, młodzieży oraz osób potrzebujących stanie się światłem opromieniającym drogę wiary Twoich synów i córek. Spraw, aby ofiara Jego męczeńskiej śmierci wydała owoce nawrócenia i gorliwej służby w życiu uczniów Chrystusa. Który żyje i króluje przez wszystkie wieki wieków. Amen".
29 marca 2007 r. poseł Wojciech Wilk przedstawił sylwetkę księdza Stanisława Zielińskiego w Sejmie Rzeczypospolitej Polskiej (38 posiedzenie). Z inicjatywy Bractwa 21 marca 2010 r. została odsłonięta i poświęcona w Tarnogórze tablica upamiętniająca pobyt ks. Zielińskiego w tej parafii.